# Matthias Valta
Matthias Valta (* 1982) ist ein deutscher Rechtswissenschaftler und Hochschullehrer an der Heinrich-Heine-Universität Düsseldorf. Seine Forschungsschwerpunkte liegen im nationalen und internationalen Steuerrecht sowie im Völkerrecht.

## Leben
Matthias Valta, geb. Huber, studierte ab 2002 Rechtswissenschaften an der Ruprecht-Karls-Universität Heidelberg. Sein Studium schloss er 2007 mit dem Ersten Juristischen Staatsexamen in Heidelberg ab. In den darauffolgenden drei Jahren, von 2007 bis 2010, war er als Wissenschaftlicher Mitarbeiter beim Institut für Finanz- und Steuerrecht bei Ekkehart Reimer an der Ruprecht-Karls-Universität Heidelberg tätig. Das Referendariat absolvierte er von 2009 bis 2011 beim Landgericht Heidelberg mit Stationen an der Deutschen Universität für Verwaltungswissenschaften Speyer und dem Bundesministerium der Finanzen in Berlin. Im Jahr 2011 folgte eine Tätigkeit als Akademischer Mitarbeiter am Institut für Finanz- und Steuerrecht bei Ekkehart Reimer an der Ruprecht-Karls-Universität Heidelberg. Im selben Jahr legte er das Zweite Juristische Staatsexamen ab. 2012 schloss er seine Promotion zum Dr. jur. ab. Es folgte eine Lehrstuhlvertretung an der Johannes Gutenberg-Universität Mainz von Oktober 2015 bis März 2016. Im Jahr 2016 habilitierte er in Heidelberg mit dem Thema Staatenbezogene Wirtschaftssanktionen zwischen Souveränität und Menschenrechten und erhielt die Venia Legendi für die Fächer Öffentliches Recht, Finanz- und Steuerrecht sowie Völkerrecht. Von Oktober 2016 bis September 2017 folgte eine Lehrstuhlvertretung an der Heinrich-Heine-Universität Düsseldorf, wo er seit Oktober 2017 als Nachfolger von Klaus-Dieter Drüen Inhaber des Lehrstuhls für Öffentliches Recht und Steuerrecht ist.
Valta ist Geschäftsführender Direktor des Instituts für Unternehmenssteuerrecht Düsseldorf und Vorstandsvorsitzender der Düsseldorfer Vereinigung für Steuerrecht e.V.

## Werke (Auswahl)
Valtas Forschungsschwerpunkte liegen im Öffentlichen Recht (insb. Völkerrecht) und Steuerrecht. Valta publiziert umfangreich zu Verknüpfungen von allgemeinem Völkerrecht und Steuerrecht. Hinzu kommen Kommentierungen zum Finanzverfassungsrecht, EStG, KStG, GewStG sowie dem OECD-Musterabkommen in einschlägigen Fachkommentaren.
- Matthias Valta: Das Internationale Steuerrecht zwischen Effizienz, Gerechtigkeit und Entwicklungshilfe. Mohr Siebeck, Tübingen 2014, ISBN 978-3-16-152685-5 (Dissertation).
- Matthias Valta: Staatenbezogene Wirtschaftssanktionen zwischen Souveränität und Menschenrechten. Mohr Siebeck, Tübingen 2019, ISBN 978-3-16-155526-8 (Habilitationsschrift).
- Jörg-Manfred Mössner, Ingo Oellerich, Matthias Valta (Hrsg.): Körperschaftsteuergesetz Kommentar. 6. Auflage 2024, NWB Verlag, ISBN 978-3-482-64316-3.

## Ehrungen und Auszeichnungen (Auswahl)
- 2013: Mitchell B. Carroll Preis der International Fiscal Association (IFA)[1]
- 2014: Ruprecht-Karls-Preis[2] der Stiftung der Universität Heidelberg[3]
- 2014: European Academic Tax Thesis Award[4] der European Association of Tax Law Professors (EATLP) und der Kommission der Europäischen Union (Generaldirektion Steuern und Zollunion)[5]